# Penn Nouth
Penn Nouth (Phnom Penh, 1º aprile 1906 – Châtenay-Malabry, 18 maggio 1985) è stato un politico cambogiano, esponente del Partito Democratico e sette volte Primo ministro.

## Biografia
Samdech Penn Nouth (Khmer: ប៉ែន នុត, pronuncia Khmer: [paen nuət]) , questo il suo nome completo, prestò servizio nell'amministrazione coloniale francese, dedicandosi poi attivamente alla politica nell'ambito dello Stato indipendente cambogiano, assurgendo al ruolo di Primo Ministro del Regno di Cambogia nel 1953, nel 1954-1955, nel 1958, nel 1961 come membro del partito Sangkum fondato e guidato dal Principe Norodom Sihanouk. Nel 1968-1969 (31 gennaio 1968 - 14 agosto 1969) fu nuovamente chiamato alla guida del Governo di Phnom Penh dopo l'esplosione della sollevazione armata dei maoisti Khmer Kraham e la repressione militare ordinata dal Principe regnante. A seguito della deposizione di Norodom Sihanouk da parte del generale Lon Nol e del principe Sisowath Sirik Matak, il 18 marzo 1970, Penn Nouth rimase fedele al sovrano deposto, seguendolo nell'esilio in Cina e assumendo le funzioni di primo Ministro nel "Governo" formato dalla coalizione tra sihanoukisti e comunisti (GRUNK).
Dopo la caduta di Phnom Penh in mano agli Khmer Kraham nell'aprile 1975, Penn Nouth ricoprì la carica, ormai puramente formale, di primo Ministro nel regime dominato da Pol Pot prima di lasciare egli stesso la Cambogia ridotta a un colossale mattatoio.